# Esmeralda (film 1905)
Esmeralda è un breve film muto del 1905 ispirato al romanzo di Victor Hugo "Notre-Dame de Paris", il primo tra i numerosi adattamenti tratti dal romanzo. È diretto dalla coppia di registi francesi Victorin-Hippolyte Jasset e Alice Guy-Blaché; dura dieci minuti.
Gli attori del film sono Denise Becker (Esmeralda) e Henry Vorins (Quasimodo).
Il film viene citato nel documentario Le Jardin oublié: La vie et l'oeuvre d'Alice Guy-Blaché di Marquise Lepage (1995).

## Trama
Nella Parigi medievale del 1400 la giovane e attraente zingarella Esmeralda danza per le strade cercando un po' di elemosina. Particolarmente attratto da lei è il campanaro gobbo della Cattedrale di Notre Dame Quasimodo, dato che la donna è stata l'unica a non aver avuto mai ribrezzo per lui, a differenza del popolo intero e anche del suo tutore: il Giudice Claude Frollo. Questi per Esmeralda nutre un'insana passione che combatte col fatto che lei è solo e rimarrà soltanto una stracciona e cercherà addirittura di ucciderla quando questa rifiuta le sue dichiarazioni d'amore. Esmeralda viene così impiccata nella piazza pubblica davanti a Notre Dame e Quasimodo si suiciderà per la disperazione.